# Itonama
Pour le peuple, voir Itonama (peuple).
L'itonama (ou machoto, saramo) est une langue amérindienne isolée parlée en Amazonie bolivienne par seulement cinq personnes de plus de 80 ans en 2007 sur une population ethnique de 2 940 personnes, qui choisissent de parler plutôt l'espagnol.

## Localisation
L'itonama est parlé dans les localités de Magdalena (en), Chumano, San Ramón (en), Huaracajes, Nueva Calama, Versalles, La Selva et San Borja du département de Beni, le long du río Itonamas,.